# Makedonski Železnici
Makedonski Železnici (en macedonio: Македонски Железници (МЖ), "Ferrocarriles de Macedonia") es la empresa pública de ferrocarriles de la República de Macedonia del Norte. Las operaciones ferroviarias están a cargo de Železnici na Republika Severna Makedonija Transport y la infraestructura es mantenida por Makedonski Železnici Infrastruktura.
Macedonia del Norte es miembro de la Unión Internacional de Ferrocarriles (UIC). El código de país UIC para Macedonia del Norte es el 65.
Ferrocarriles de Macedonia explota vías férreas de ancho estándar de 1.435 mm en Macedonia del Norte y mantiene 925 km de líneas, 315 km de los cuales están electrificados con el sistema de corriente alterna de 25 kV y 50 Hz.

## Trenes
Macedonian Railways Transport opera un gran número de conjuntos de trenes, que consisten en trenes de pasajeros (diésel y eléctricos) y trenes de carga.
En 2014 se firmó un contrato para la compra de 6 nuevos conjuntos de trenes de pasajeros, fabricados por CRRC Corporation Limited en su subsidiaria Zhuzhou Electric Locomotive Works. El primer juego de trenes llegó en agosto de 2015. Cada tren consta de 3 vagones, y está diseñado para transportar a 200 pasajeros. Se utilizarán en las rutas de Skopie a Bitola, Gevgelija, Kičevo, Kumanovo y Veles. Esta es la primera vez que Macedonia del Norte compra nuevos trenes de pasajeros desde su independencia, y la primera vez que un fabricante chino de EMU o DMU entra en el mercado europeo.

## Visión general

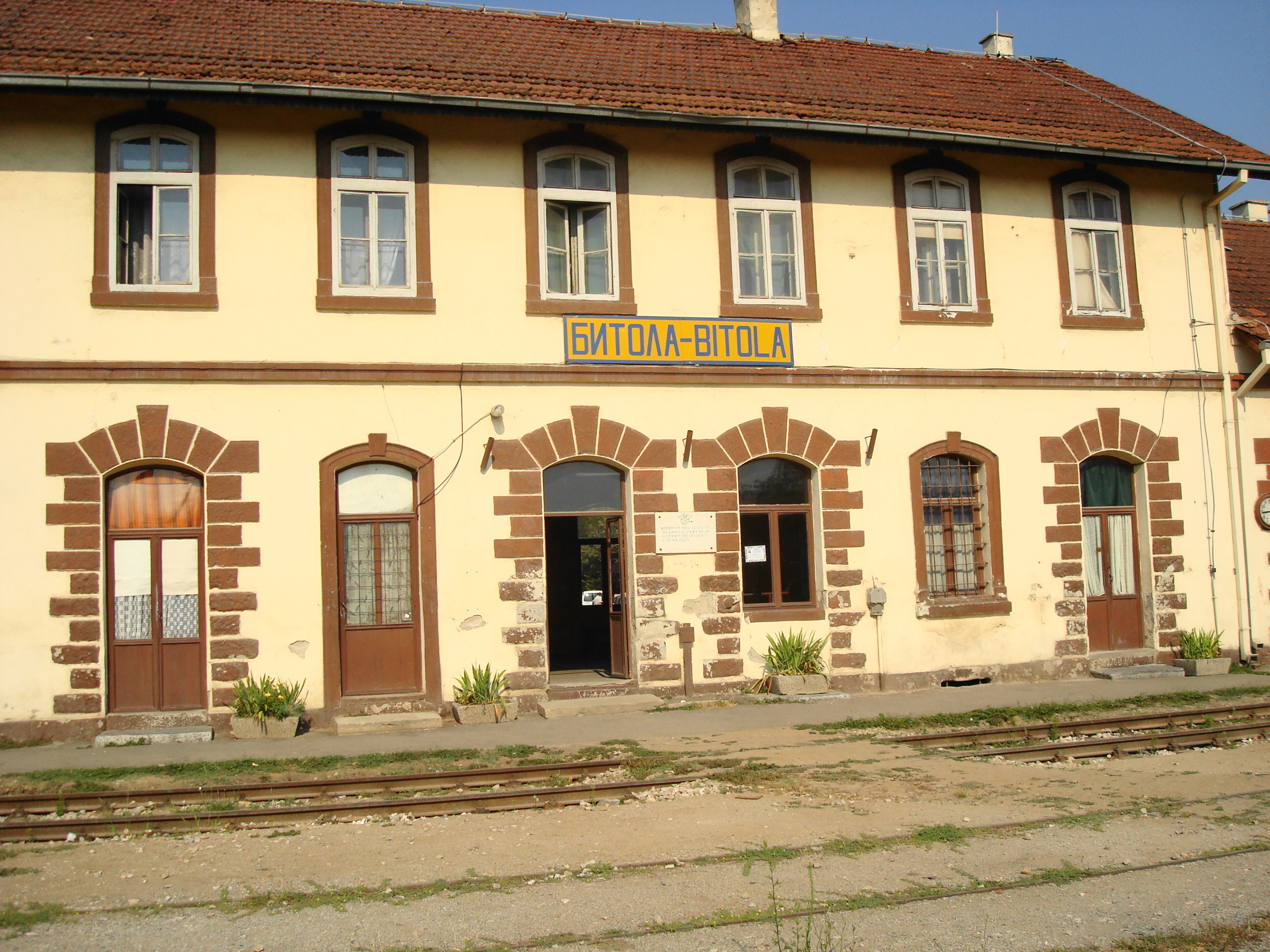
La estación de tren de Bitola

La primera línea de ancho de vía estándar de la zona, desde Skopie a Salónica, se construyó en 1873 durante el dominio otomano.
El norte de Macedonia tiene un sistema ferroviario bien desarrollado. Está conectado con Kosovo a través de Volkovo en el noroeste, con Serbia a través de Tabanovci en el norte y con Grecia a través de Gevgelija en el sureste y a través de Kremenica en el suroeste. La principal línea de ferrocarril de Macedonia del Norte entre las fronteras serbia y griega, desde Tabanovci a Gevgelija, está completamente electrificada.
La compañía de ferrocarriles tiene su sede en la capital Skopie. La estación de ferrocarril original de la ciudad fue parcialmente destruida en el terremoto de 1963 y ahora alberga el Museo de la Ciudad de Skopie. La nueva estación principal de ferrocarril forma el nivel superior del Centro de Transporte de Skopie.
Todas las líneas nacionales son operadas por los Ferrocarriles de Macedonia, con enlaces desde Skopie a Tetovo, Gostivar y Kicevo en el oeste, a Volkovo en el noroeste, a Kumanovo y Tabanovci en el norte, a Sveti Nikole, Štip y Kocani en el este, a Veles, Negotino y Gevgelija en el sursudeste y a Bogomila, Prilep y Bitola en el sudoeste.
Según un reportaje de periodistas locales en 2011, el servicio de pasajeros del país es bastante lento y los trenes y las estaciones suelen estar mal mantenidos. Sin embargo, el servicio ferroviario barato es muy utilizado, y en ocasiones los trenes sólo tienen espacio para estar de pie.

## Material rodante

### Locomotoras eléctricas
| Modelo | Fabricante         | Unidades totales | Potencia (kWh) | Disposición de las ruedas | Velocidad máxima    | Años de construcción | Notas                                                                               | Imagen |
| ------ | ------------------ | ---------------- | -------------- | ------------------------- | ------------------- | -------------------- | ----------------------------------------------------------------------------------- | ------ |
| MŽ 441 | Rade Končar Zagreb | 8                | 3800 kW        | Bo'Bo'                    | 120 km/h (140 km/h) | 1969@–1988           |                                                                                     |        |
| MŽ 442 | Rade Končar Zagreb | 3                | 3800 kW        | Bo'Bo'                    | 120 km/h (140 km/h) | 2001                 | La serie 442 se obtuvo restaurando y tiristorizando 3 antiguas locomotoras HŽ 1141. |        |
| MŽ 461 | Electroputere      | 3                | 5100 kW        | Co'Co'                    | 120 km/h            | 1972@–1980           |                                                                                     |        |
| MŽ 462 | Rade Končar Zagreb | 2                | 5100 kW        | Co'Co'                    | 120 km/h            | 2008                 | La serie 462 se obtuvo restaurando y tiristorizando 2 locomotoras MŽ 461.           |        |

### Locomotoras diésel
| Modelo | Fabricante                                      | Unidades totales | Tipo                         | Potencia (kWh) | Disposición de las ruedas | Velocidad máxima    | Años de construcción | Notas | Imagen |
| ------ | ----------------------------------------------- | ---------------- | ---------------------------- | -------------- | ------------------------- | ------------------- | -------------------- | ----- | ------ |
| MŽ 642 | Brissonneau et Lotz Đuro Đaković Slavonski Brod | 8                | Enganchador diésel-eléctrico | 606 kW         | Bo'Bo'                    | 80 km/h             | 1960@–1964           |       |        |
| MŽ 643 | Brissonneau et Lotz Đuro Đaković Slavonski Brod | 3                | Enganchador diésel-eléctrico | 680 kW         | Bo'Bo'                    | 80 km/h             | 1967                 |       |        |
| MŽ 661 | GM-EMD Đuro Đaković Slavonski Brod              | 23               | Diésel-eléctrico             | 1454 kW        | Co'Co'                    | 114 km/h (124 km/h) | 1960@–1971           |       |        |

### Unidades eléctricas múltiples
| Modelo | Fabricante                            | Unidades totales | Potencia (kWh) | Disposición de las ruedas | Velocidad máxima | Años de construcción | Notas | Imagen |
| ------ | ------------------------------------- | ---------------- | -------------- | ------------------------- | ---------------- | -------------------- | ----- | ------ |
| MŽ 412 | RīGas Vagonbūves Rūpnīca              | 3                | 1360 kW        | Bo'Bo'+2'2'+2'2'+Bo'Bo'   | 130 km/h         | 1985@–1986 es        |       |        |
| MŽ 411 | Zhuzhou Electric Locomotive Co., Ltd. | 2                |                | Bo'2'+2'Bo'               | 160 km/h         | 2015@–2016 es        |       |        |

### Unidades diésel múltiples
| Modelo | Fabricante                            | Unidades totales | Potencia (kWh) | Disposición de las ruedas | Velocidad máxima | Años de construcción | Notas | Imagen |
| ------ | ------------------------------------- | ---------------- | -------------- | ------------------------- | ---------------- | -------------------- | ----- | ------ |
| MŽ 712 | MACOSA                                | 20               | 2x 210 kW      | B'B'+2'2'+2'2'            | 120 km/h         | 1981@–1986           |       |        |
| MZ 711 | Zhuzhou Electric Locomotive Co., Ltd. | 4                |                | Bo'2'+2'Bo'               | 160 km/h         | 2015@–2016           |       |        |

## Servicios y conexiones internacionales

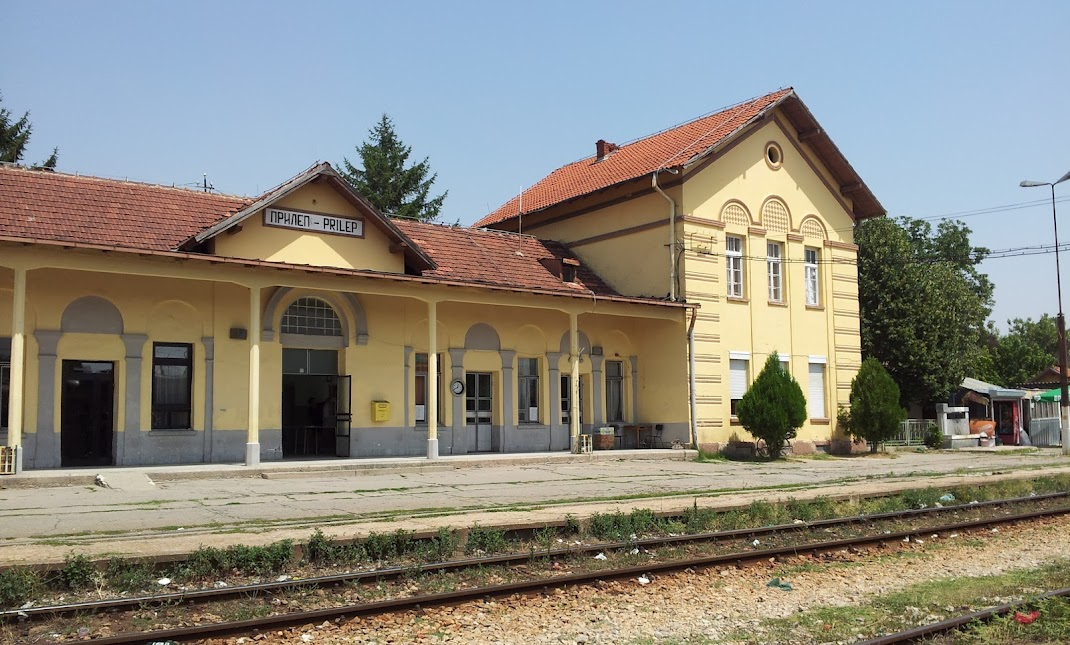
La estación de tren de Prilep

La principal línea norte-sur desde Niš en Serbia hasta el puerto de Salónica en Grecia en el Mar Egeo (Corredor X), pasa por Kumanovo, Skopie, Zelenikovo, Veles, Negotino, Demir Kapija, Miravci y Gevgelija.
Los trenes interurbanos unen Kumanovo, Skopie, Zelenikovo, Veles, Negotino (Kavadarci), Demir Kapija, Miravci (Valandovo) y Gevgelija (Bogdanci) con los ferrocarriles serbios y griegos.
Las conexiones con los ferrocarriles búlgaros son vía Niš en Serbia y vía Salónica en Grecia.
Los trenes interurbanos de los ferrocarriles de Kosovo unen Skopie con Pristina.
En 2010, Makedonski Železnici se unió a Cargo 10, una empresa conjunta con otros ferrocarriles de la región.

## Planes

### Corredor VIII

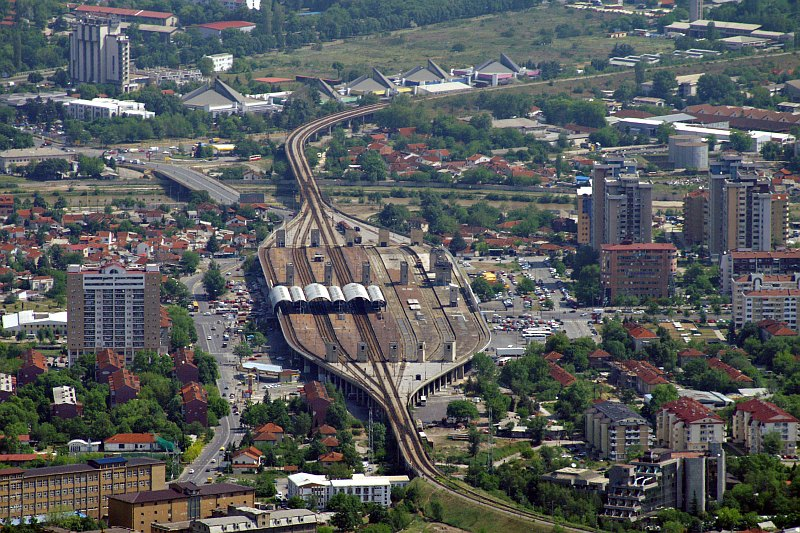
La estación de ferrocarril forma parte del Centro de Transporte de Skopie

En la etapa de planificación de 2020 hay un proyecto para construir nuevos enlaces ferroviarios que conecten con la actual línea este-oeste (Beljakovci, Kumanovo, Skopie, Tetovo, Gostivar y Kičevo):
- Un enlace de 89 km en el este, desde Kumanovo hasta la frontera búlgara, que conectaría Macedonia del Norte con Varna (Bulgaria) y con el mar Negro.
- Un enlace de 66 km en el oeste, desde Kičevo hasta la frontera albanesa, que conectaría Macedonia del Norte con Durrës (Albania) y con el mar Adriático.

### Corredor X
El Ministerio de Transporte y Comunicaciones ha iniciado estudios para la renovación y reconstrucción de varios tramos del Corredor X:
- Renovación y reconstrucción de la vía férrea en el tramo de 16 km entre Bitola y Kremenica como parte del ramal Xd del Corredor X.
- Reconstrucción del tramo ferroviario de 14 km entre Kumanovo y Deljadrovci.
- Reconstrucción del tramo ferroviario de 35 km entre Dračevo y Veles.